# واين روجرز
واين روجرز (بالإنجليزية: Wayne Rogers)‏ (مواليد 7 أبريل 1933 في برمنغهام، ألاباما - 31 ديسمبر 2015 في لوس أنجلوس)، هو ممثل ومخرج أمريكي بدأ مسيرته الفنية عام 1959.

## وصلات خارجية
- واين روجرز على موقع IMDb (الإنجليزية)
- واين روجرز على موقع ألو سيني (الفرنسية)
- واين روجرز على موقع أول موفي (الإنجليزية)
- واين روجرز على موقع قاعدة بيانات برودواي على الإنترنت (الإنجليزية)
- واين روجرز على موقع قاعدة بيانات برودواي على الإنترنت (الإنجليزية)
- واين روجرز على موقع قاعدة بيانات الأفلام السويدية (السويدية)
- واين روجرز على موقع إن إن دي بي (الإنجليزية)
- واين روجرز على موقع قاعدة بيانات الفيلم (الإنجليزية)
- واين روجرز على موقع كينوبويسك (الروسية)